# Cynopterus nusatenggara
Espèce
Statut de conservation UICN

 LC  : Préoccupation mineure
Cynopterus nusatenggara est une espèce de chauves-souris de la famille des Pteropodidae, endémique d'Indonésie.

## Liste des sous-espèces
Selon Mammal Species of the World (version 3, 2005)  (5 mars 2021) :
- sous-espèce Cynopterus nusatenggara nusatenggara Kitchener & Maharadatunkamsi, 1991
- sous-espèce Cynopterus nusatenggara sinagai Kitchener, 1996
- sous-espèce Cynopterus nusatenggara wetarensis Kitchener, 1996

## Étymologie
Son nom spécifique, nusatenggara, lui a été donné en référence au groupe d'iles correspondant à son aire de répartition, Nusa Tenggara Timur en indonésien, les petites îles de la Sonde orientales.

## Publication originale
- (en) D. J. Kitchener et Maharadatunkamsi, « Description of a new species of Cynopterus (Chiroptera: Pteropodidae) from Nusa Tenggara, Indonesia », Records of the Western Australian Museum, Western Australian Museum, vol. 15, no 2,‎ 1991, p. 307-363 (ISSN 0312-3162, lire en ligne).